# Kärrtrupial
Kärrtrupial (Xanthocephalus xanthocephalus) är en nordamerikansk fågel i familjen trupialer inom ordningen tättingar. Hanen är praktfull med gult huvud och svart kropp, medan honan är mer brunaktig. Den häckar i våtmarker med kaveldun, huvudsakligen väster om de Stora sjöarna. Arten är en mycket sällsynt gäst i Europa. En hane sågs i Stensele i Lappland 1952, men det anses oklart huruvida den nått dit på naturlig väg.

## Utseende och läte
Kärrtrupial är en medelstor (22-26 centimeter) trupial med för familjen typiskt spetsig näbb. Hanen av gulhuvad ängstrupial är omisskännlig med sin svarta kropp och starkt gula huvud och bröst. Den har även en vit vingfläck som ibland bara syns i flykten. Honan är huvudsakligen brun med mattgul strupe och bröst. Lätet liknas vid ljudet av när man öppnar en rostig grind.

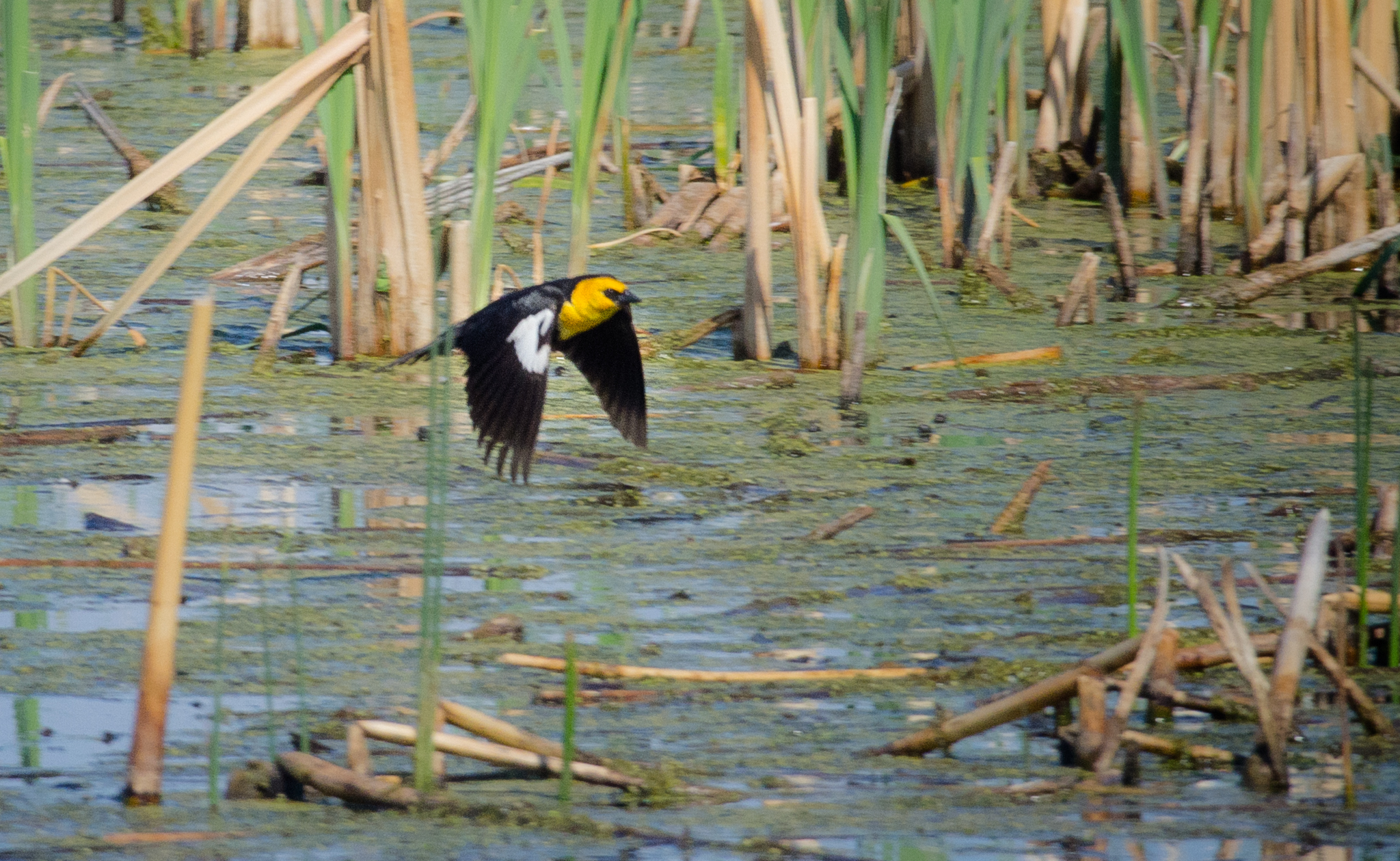
Adult hane.
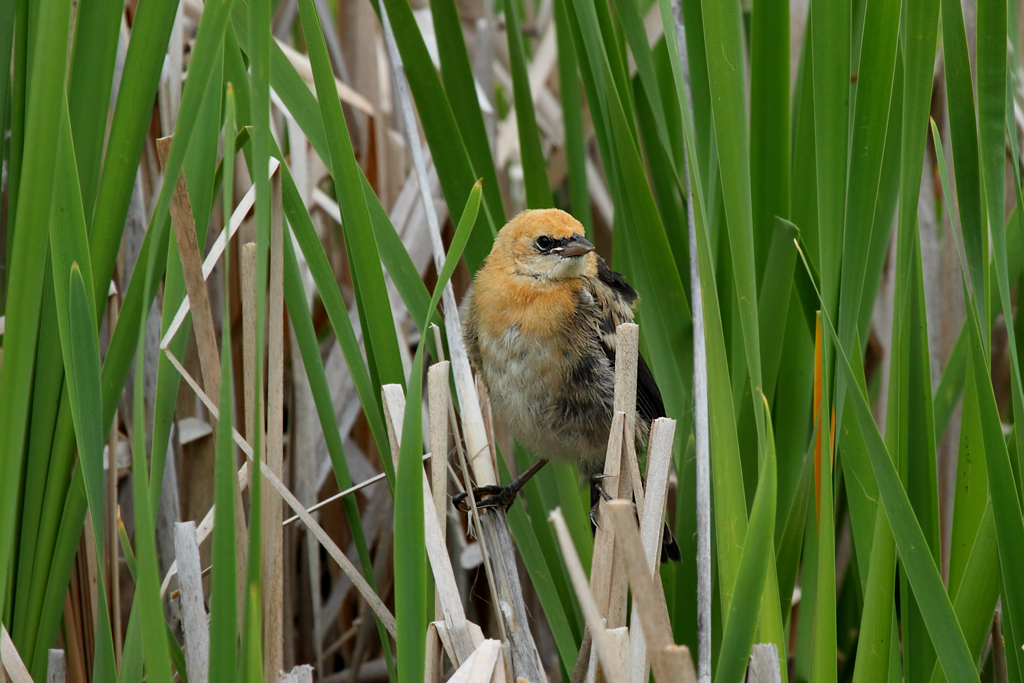
Juvenil.

## Utbredning och systematik
Kärrtrupial placeras som enda art i släktet Xanthocephalus. Fågeln häckar från södra Kanada till norra Baja och södra USA. Den övervintrar så långt söderut som till centrala Mexiko.
Arten är en mycket sällsynt gäst i Europa, med endast två fynd som godkänts av respektive lands raritetskommitté: Texel i Nederländerna 18 maj 1982 och på Island 23 juli 1983. Den har även setts i Sverige, en hane i lappländska Stensele 23 maj 1952. Det rådde dock tvivel om artens ursprung.

## Levnadssätt

### Häckning
Kärrtrupial häckar i våtmarker med kaveldun, huvudsakligen väster om Stora sjöarna. Den häckar i kolonier, ofta intill rödvingetrupial (Agelaius phoeniceus). Under häckningstid är hanen väldigt territoriell och bevakar sitt revir intensivt. Den lockar till sig upp till åtta honor. Hanen hjälper till med att mata ungarna, men vanligtvis bara i det första boet i reviret – efterföljande honor får mata ungarna själva. Honan lägger två till fem ägg som ruvas i 12-13 dagar.

### Föda
Fågeln lever huvudsakligen av insekter och smådjur sommartid som den fångar vid vatten, bland annat skalbaggar, gräshoppor, trollsländor, flugor, myror och spindlar. Resten av året lever den av säd och frön på fält och åkrar. När en flock gulhuvade ängstrupialer väl hittat ett bra ställe för föda återkommer den till samma plats ett antal dagar i rad.

## Status och hot
Arten har ett stort utbredningsområde och en stor population, och tros öka i antal. Utifrån dessa kriterier kategoriserar IUCN arten som livskraftig (LC).

## Namn
Fågeln kallades tidigare på svenska gulhuvad trupial men fick nytt namn på grund av konflikt med arten Chrysomus icterocephalus som fick ta över namnet istället. I juni 2015 justerades namnet igen, eftersom arten inte är särdeles nära släkt med ängstrupialerna i Sturnella och Leistes.